# 원당중학교 (인천)
원당중학교(元堂中學校)는 대한민국 인천광역시 서구 원당동에 있는 공립 중학교이다.

## 학교 연혁
- 2005년 3월 1일 : 원당중학교 11학급 설립 인가
- 2005년 3월 1일 : 초대 김광중 교장 취임
- 2005년 3월 3일 : 2005 학년도 입학식 (286명)
- 2006년 2월 14일 : 제1회 졸업식(남 22명, 여 42명 계 64명)
- 2010년 4월 7일 : Wee Class 개관식
- 2014년 2월 13일 : 제9회 졸업(10학급 남 162명, 여 138명 계 300명, 누계 1,942명)
- 2023년 9월 1일 : 제7대 구희숙 교장 취임
- 2024년 1월 5일 : 제19회 졸업식(12학급 363명, 졸업생 누계 5,390명)
- 2024년 3월 4일 : 2024학년도 입학식 (12학급 남 210명, 여 196명)

## 참고 자료
- 원당중학교 - 한국교육학술정보원 학교알리미